# La Crónica del Quindío
La Crónica del Quindío (actualmente denominada Nueva Crónica Quindío) es un periódico regional colombiano con sede en Armenia, fundado el 3 de octubre de 1991. Forma parte de la Asociación Colombiana de Medios de Información y ha sido un referente informativo en el Eje Cafetero. El 31 de diciembre de 2022, la empresa que lo administraba modificó su composición accionaria, lo que llevó al cambio de nombre a Nueva Crónica Quindío. A pesar de esta transformación, el equipo de redacción y los funcionarios se mantuvieron sin alteraciones.